# Route 450 (Terre-Neuve-et-Labrador)
Pour les articles homonymes, voir Route 450.
La route 450 est une route tertiaire de la province de Terre-Neuve-et-Labrador d'orientation nord-ouest/sud-est située dans l'ouest de l'île de Terre-Neuve, au sud et à l'ouest de Corner Brook. Elle débute à la sortie 4 de la Route Transcanadienne, la route 1, contourne Corner Brook par le sud-ouest sur 10 kilomètres, puis suit la rive sud du bras de mer Humber sur 40 kilomètres. Elle se termine à Little Port, sur le golfe du Saint-Laurent. Route faiblement empruntée, elle est nommée Lewin Parkway et Main Street, mesure 56 kilomètres, et est une route asphaltée sur l'entièreté de son tracé.

## Parc Provincial
Tout près de son terminus nord-ouest, la 450 passe à l'ouest du parc provincial Blow Me Down.

## Communautés traversées
- Corner Brook
- Mount Moriah
- Sopers
- Halfway Point
- Benoit's Cove
- John's Beach
- Voy's Beach
- Frenchman's Cove
- York Harbour
- Little Port